# Rivière Hackett
La rivière Hackett est une rivière située dans l'extrême nord-ouest de la Colombie-Britannique. C'est un affluent de la rivière Sheslay alimentant la rivière Inklin, la principale fourche au sud-est du Taku. La localité de Sheslay (en) est située à sa confluence avec la rivière Sheslay. 